# Epidendrum dendrobii
Epidendrum dendrobii là một loài lan trong chi Epidendrum, phân bố ở các sườn d61c của các khu rừng có mây ở Cochabamba, Bolivia và Venezuela ở cao độ gần 2.6 km.